# Aleksandr Bucharov
Aleksandr Jevgenjevitj Bucharov, (ryska: Александр Евгеньевич Бухаров) född 12 mars 1985 i Naberezjnyje Tjelny, är en professionell fotbollsspelare. Han spelar för Rysslands fotbollslandslag och på klubbnivå för FK Rostov.

## Spelarkarriär
Bucharov spelade för ryska Rubin Kazan i fem år. Under den perioden hann han vinna Ryska Premier League två gånger, 2008 och 2009. Bucharov har gjort det snabbaste målet i RPL:s historia; han gjorde mål mot Spartak Naltjik efter 26 sekunder. I juli 2010 skrev Bucharov på ett 4:a årskontrakt för Zenit St. Petersburg.